# Johannes Bah Kuhnke
Kjell Dietrich Johannes Bah Kuhnke (Strömsund, 17 april 1972) is een Zweeds acteur en zanger. Hij is in België en Nederland vooral bekend van zijn rollen in de Zweedse film Turist (Force Majeure) en de televisieserie Äkta människor (Echte Mensen/Real Humans). Bah Kuhnke staat ook regelmatig op de toneelplanken, zowel in toneelstukken als in musicals.

## Jeugd
Johannes Kuhnke groeide op in Strömsund. Al op jonge leeftijd ontwikkelde hij een interesse voor toneelspelen en ging daarom naar het theatergymnasium in Göteborg. Vervolgens studeerde hij aan de Theateracademie in Malmö en volgde hij de Stonestreet Screen Acting Workshop aan de New York-universiteit.

## Acteur
Aanvankelijk wisselde Bah Kuhnke theaterwerk af met kleine rollen in films en televisieseries. Op de bühne was hij succesvol in Een Midzomernachtdroom, Het jungleboek, Hedwig and the Angry Inch, Cabaret en De drie musketiers. Internationaal kreeg hij pas bekendheid door de producties Real Humans en Turist.
In de spannende cultserie Real Humans speelde Bah Kuhnke de hubot Rick, een androïde sportrobot. Deze rol werd in het tweede seizoen subtiel uitgebouwd. Mede door die subliem geacteerde rol kreeg hij in 2014 de hoofdrol in Turist van Ruben Östlund, een satirische film noir, die dat jaar de juryprijs won op het filmfestival van Cannes. Turist won tevens vier Guldbaggar, een Zweedse filmprijs, en werd namens Zweden ingezonden voor de Academy Award voor Beste Niet-Engelstalige Film.
Bah Kuhnke houdt van diversiteit en kiest vanuit dit uitgangspunt zijn rollen, om niet een one-trick pony te worden. Daardoor accepteerde hij in 2016 de hoofdrol in The Chamber van Ben Parker, een actiefilm die zich afspeelt in Noord-Koreaanse wateren. Enkele jaren later speelde Bah Kuhnke een bijrol als man-3 in The House That Jack Built van Lars von Trier uit 2018. Tevens had hij dat jaar een bijrol in The Bridge (seizoen-4). In 2020 kreeg hij als Liam Skjöld, Zweeds stafchef van buitenlandse zaken, weer een belangrijkere rol in de Scandinavische serie Tunn is (Dun ijs). Ook speelt hij in de voetbalfilm over Martin Bengtsson, Tigers.

## Zanger
Als zanger nam Bah Kuhnke in 2010 met het popnummer "Tonight" deel aan het Melodifestivalen, de Zweedse verkiezing van de inzending voor het Eurovisiesongfestival. Hij haalde er de halve finale mee, maar kreeg onvoldoende publieksstemmen.
Bovendien is hij zanger/gitarist in de punk-rockband Haag.

## Privé

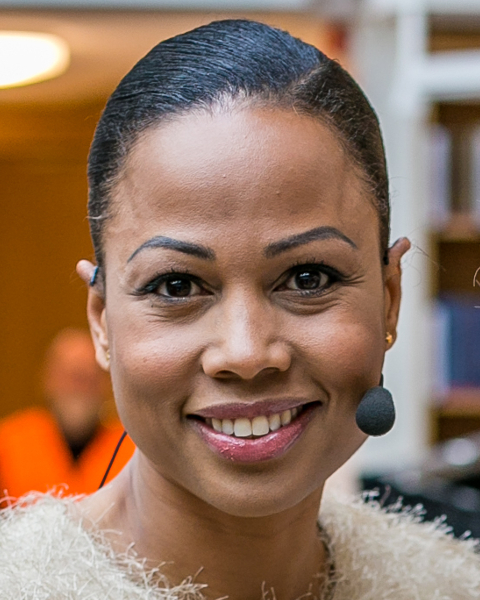
Alice Bah Kuhnke in 2019

In 2003 huwde Johannes Kuhnke presentatrice, actrice en latere minister en Europarlementariër Alice Bah; zij voeren sindsdien beide de samengestelde achternaam Bah Kuhnke. Het echtpaar heeft drie kinderen.

## Filmografie
- 2001 – Om inte
- 2003 – Järnvägshotellet (tv-serie)
- 2003 – Solbacken: Avd. E (tv-serie)
- 2009 – Så olika
- 2011 – Cars 2 (stem van Sir Max Axeltryck)
- 2012–2014 – Äkta människor (tv-serie)
- 2013 – Wallander – Sorgfågeln
- 2014 – Turist
- 2015 – 112 Aina (tv-serie)
- 2016 – Black widows (tv-serie)
- 2016 – Maria Wern - Dit ingen når
- 2016 – Finaste Familjen (tv-serie)
- 2016 – The Chamber
- 2018 – The Bridge (Bron) (tv-serie), seizoen-4
- 2018 – The Rain (tv-serie)
- 2018 – Jägarna (tv-serie)
- 2019 – Fartblinda (tv-serie)
- 2019 – Jag kommer hem igen till jul
- 2019 – Balkan Noir
- 2020 – Tigers
- 2020 – Tunn is (tv-serie)
- 2020 – Kärlek och anarkin (Liefde & Anarchie)

## Theater

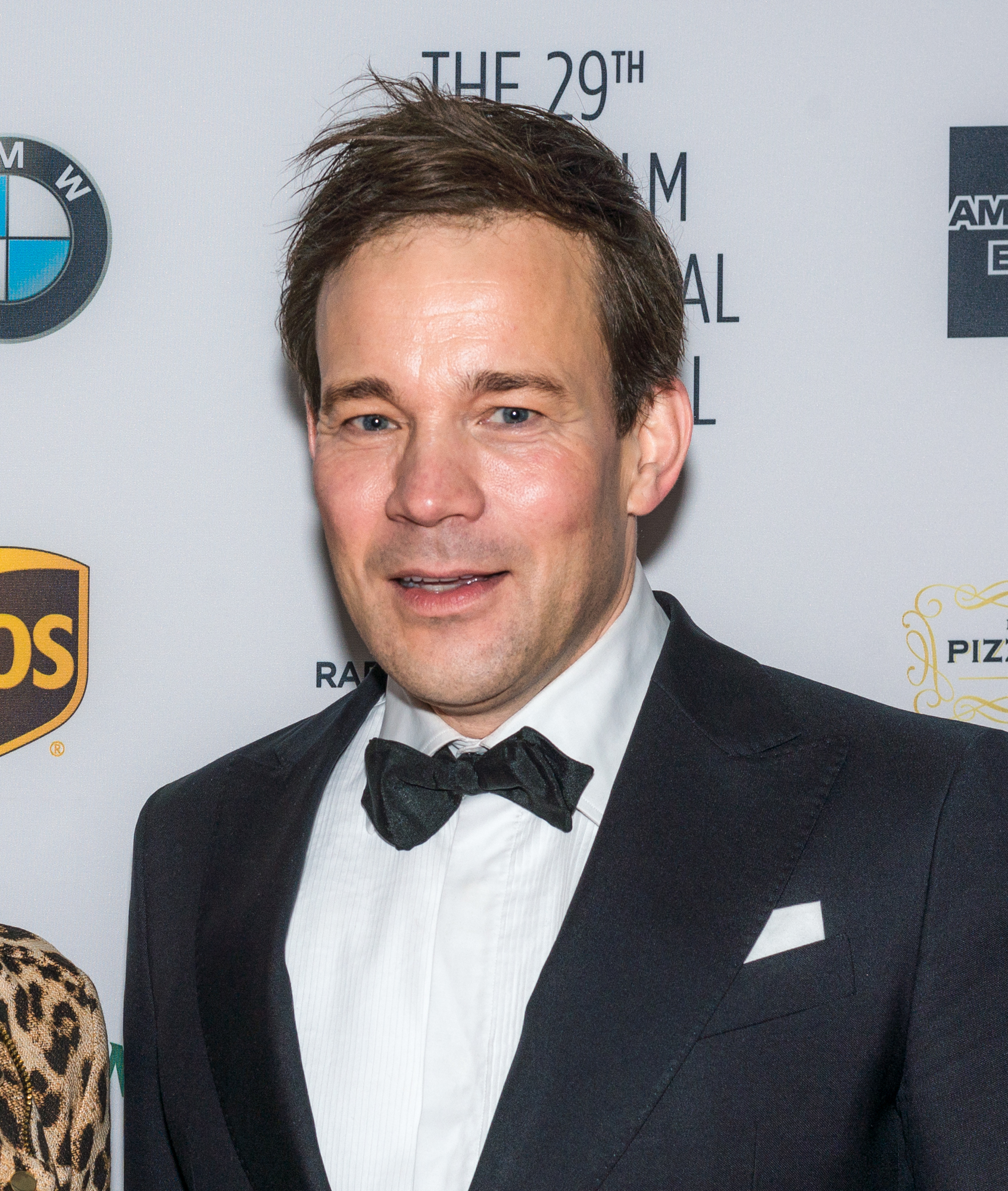
Johannes Bah Kuhnke bij het Stockholm filmfestival in 2018

- 2004: Din stund på jorden (A time on earth) van Vilhelm Moberg - Sigfrid Carlsson (Stockholms stadsteater)
- 2005: Mourning becomes Electra van Eugene O'Neill - Orin (Stockholms stadsteater)
- 2006: Een Midzomernachtdroom van William Shakespeare - Demetrius (Stockholms stadsteater)

Temperance van Staffan Göthe - Martin Thorén (Stockholms stadsteater)
- 2007: Het jungleboek van Rudyard Kipling -  Noppe (Stockholms stadsteater)

Le Mariage de Figaro van Pierre Beaumarchais - graaf Almaviva (Stockholms stadsteater)
- 2008: De grote landweg van August Strindberg - medewerker (Stockholms stadsteater)

Hedwig and the Angry Inch van John Cameron Mitchell en Stephen Trask - Hedwig (Stockholms stadsteater)
Cabaret van John Kander, Fred Ebb en Joe Masteroff - Clifford Bradshaw (Stockholms stadsteater)
- 2009: De drie musketiers (musical) van Alexander Mørk-Eidem - d'Artagnan (Stockholms stadsteater)
- 2010: 4x Mark Ravenhill van Mark Ravenhill -  … (Stockholms stadsteater)

The Pride van Alexi Kaye Campbell - Philip (Stockholms stadsteater)
Emilia Galotti van Gotthold Ephraim Lessing - Hettore Gonzaga (Stockholms stadsteater)
- 2011: Het jungleboek van Rudyard Kipling -  Noppe (Stockholms stadsteater)

Angels in America van Tony Kushner - Joseph Porter Pitt (Stockholms stadsteater)
Storm in de Skerries van August Strindberg - vriend (Stockholms stadsteater)
- 2012: De drie musketiers (musical) van Alexander Mørk-Eidem - d'Artagnan (Stockholms stadsteater)
- 2014: Het jungleboek van Rudyard Kipling -  Noppe (Stockholms stadsteater)

Lolita (1982) van Edward Albee - Humbert Humbert (Stockholms stadsteater)
- 2018: De heksen van Roald Dahl - meneer Jenkins, chef-kok, heks-3 (Dramaten)

- Bibsys: 15016674
- Gemeinsame Normdatei: 1070178225
- International Standard Name Identifier: 0000 0004 4879 0902
- Library of Congress Control Number: no2015020691
- MusicBrainz: 233fafef-e9b0-4ea4-954b-c71d8ffe0174
- Nederlandse Thesaurus van Auteursnamen: 392456052
- Système universitaire de documentation: 195287215
- Virtual International Authority File: 315940178
- WorldCat: E39PBJfcP7KrVxVgtWQtjQHjYP